# San Giacomo in Paludo
San Giacomo in Paludo est une île de la lagune de Venise d'environ 0,0125 km2.

## Histoire
En 1046, alors que le doge Orso Badoer II possède l'île, il la concède à Giovanni Trono de Mazzorbo afin qu'il y construise un monastère dédié à Jacques de Zébédée, accueillant les vagabonds et les pénitents. 
En 1238, le couvent passe entre les mains des moines cisterciens qui l'abandonneront en 1440 pour se réfugier à l'abbaye de Sainte Marguerite sur Torcello. Le pape Pie II accorda le monastère en Prieuré au frère Francesco da Rimini de l'Ordre des Mineurs laissant une partie des revenus aux religieuses de Sainte-Marguerite.
En 1456, l'île fut temporairement utilisée comme lazaret. À cause de leur mauvaise conduite, le pape retira le couvent aux mineurs et le tranmit aux Frari de Venise en 1469,  puis, au XVIe siècle s'y installèrent les cordeliers. Toutefois, l'île s'est toujours retrouvée à combattre la décadence et surtout l'érosion des berges. C'est pourquoi à plusieurs reprises, les moines furent sollicités afin de restaurer l'île et le complexe religieux. En 1810, les édits napoléoniens prirent la décision de supprimer le monastère qui fut alors détruit. Utilisée dès lors et jusqu'en 1961 comme un poste militaire privilégié, l'île voit aujourd'hui se poursuivre la protection de ses alentours marins tandis que sur l'île, tout n'est désormais plus que ruines.